# Scedella formosella
Scedella formosella är en tvåvingeart som först beskrevs av Friedrich Georg Hendel 1915.  Scedella formosella ingår i släktet Scedella och familjen borrflugor. Inga underarter finns listade i Catalogue of Life.